# 常盤台 (板橋區)
常盤台（日语：／ Tokiwadai */?）是東京都板橋區的町名。現行行政地名為常盤台一丁目〜四丁目。
板橋區全域已實施住居表示。

## 地理
位於板橋區南部中央。東南端接石神井川。町域東西狹長，東起分別為一丁目、二丁目、三丁目、四丁目。東起順時針方向分別鄰接富士見町、雙葉町、中板橋、南常盤台、東新町、上板橋、中台、前野町。町域北邊有富士見街道、南邊有東武東上線、一丁目東南部有東京都道318號環狀七號線（環七通）、三丁目有東京都道445號常盤台赤羽線（前野中央通）通過。
常盤台一丁與二丁目在東武東上線常盤台站北側一帶，是東武鐵道自1936年（昭和11年）至1938年（昭和13年）出售的住宅區，並有商業、金融、區立文化設施。三丁目與四丁目原是舊川越街道上板橋宿郊外田地，昭和初期以後逐漸變為住宅區，鄰近上板橋站的四丁目西部是商業區。四丁目的板橋區立平和公園是過去東京教育大學宿舍。

### 常盤台住宅地
常盤台站北口圓環形成放射狀道路，常與大田區田園調布相比，有『板橋的田園調布』之稱。這是出售常盤台住宅地時，東武鐵道採用當時內務省都市計畫課職員小宮賢一設計而形成。小宮當時參考了海外住宅區，並設計了綠蔭道（Promenade），囊底路（Cul-de-sac），路旁綠道（Road-bay）等，為日本建案先驅。

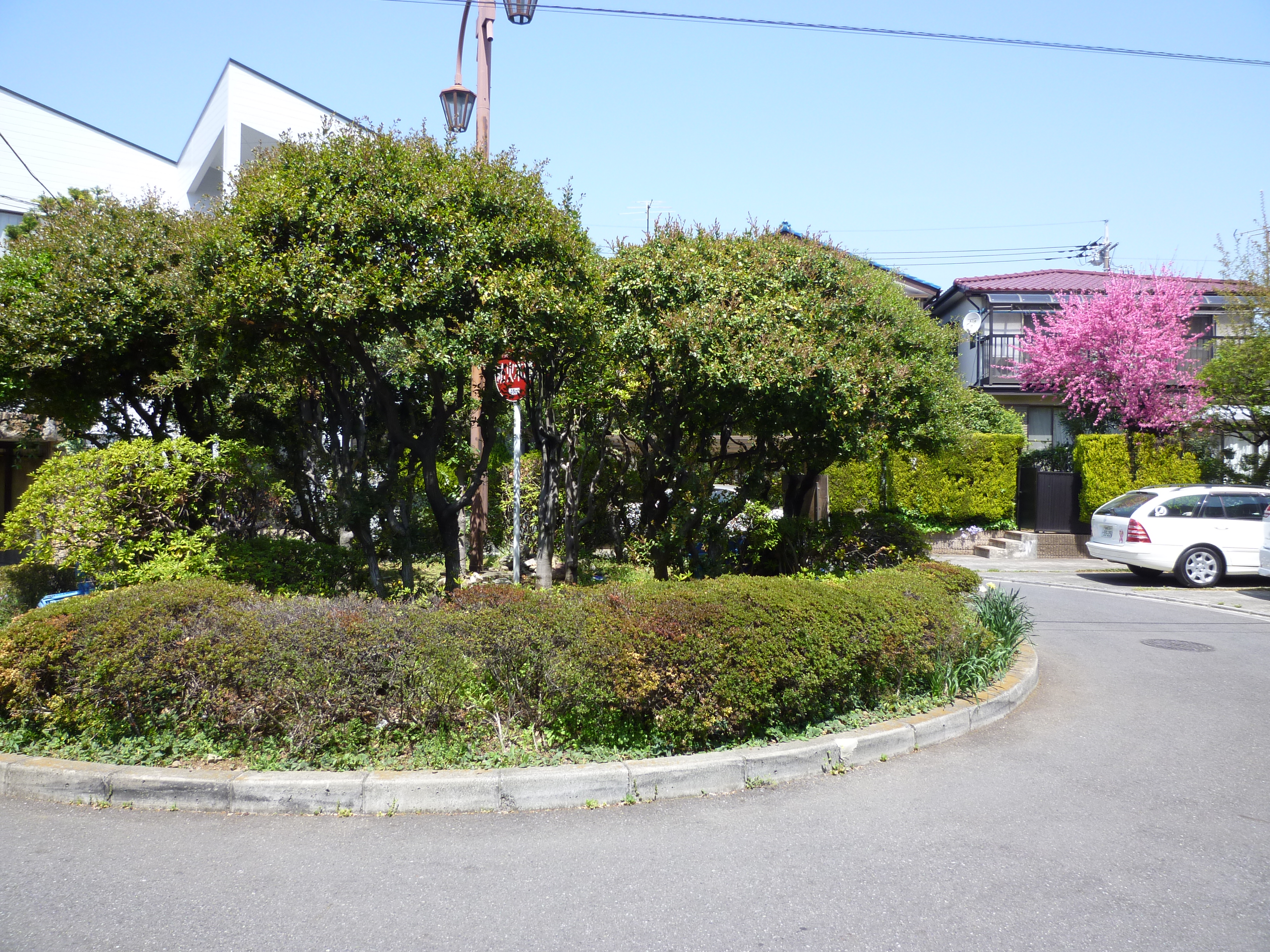
常盤台住宅地的囊底路
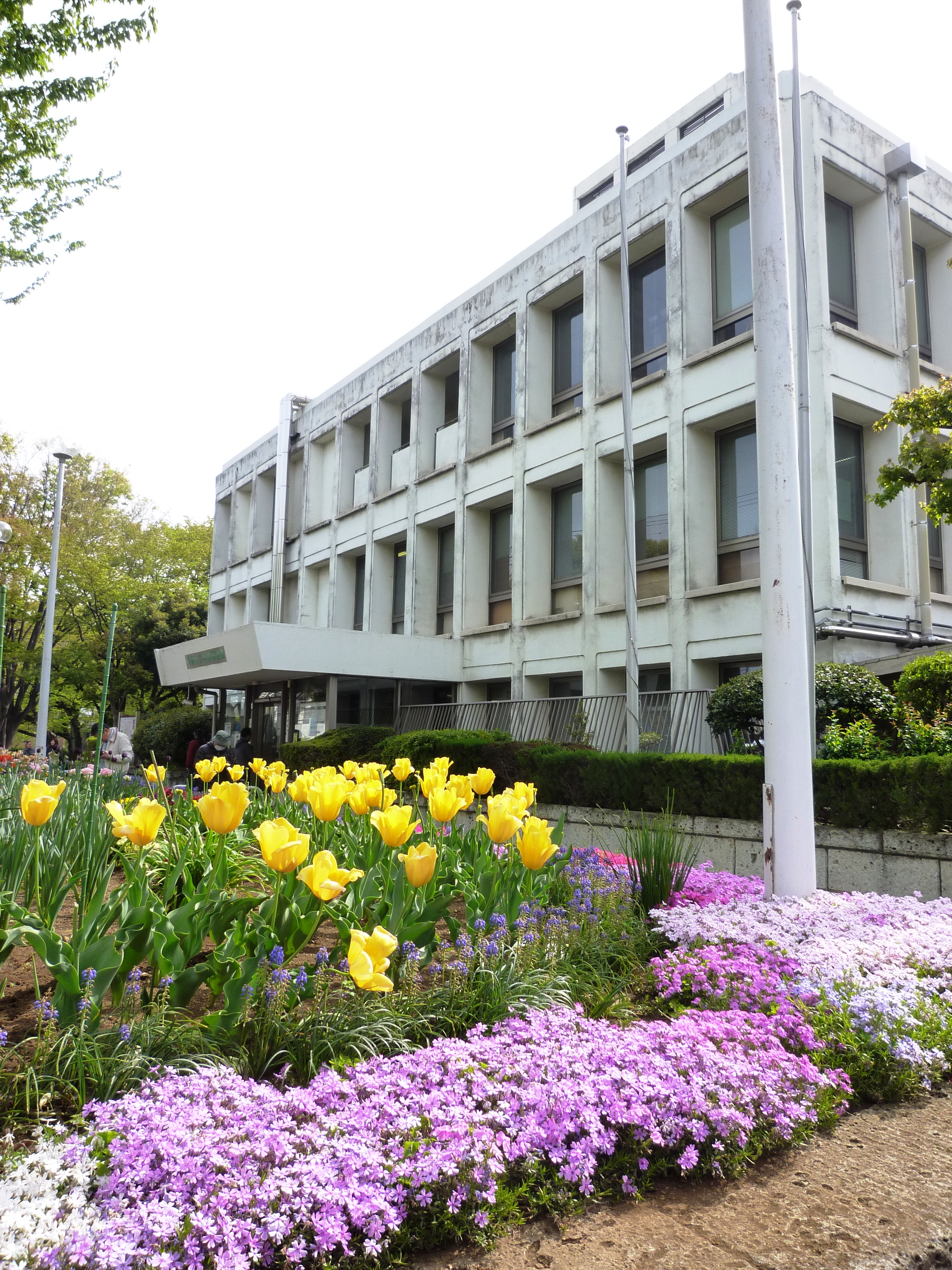
板橋區立中央圖書館
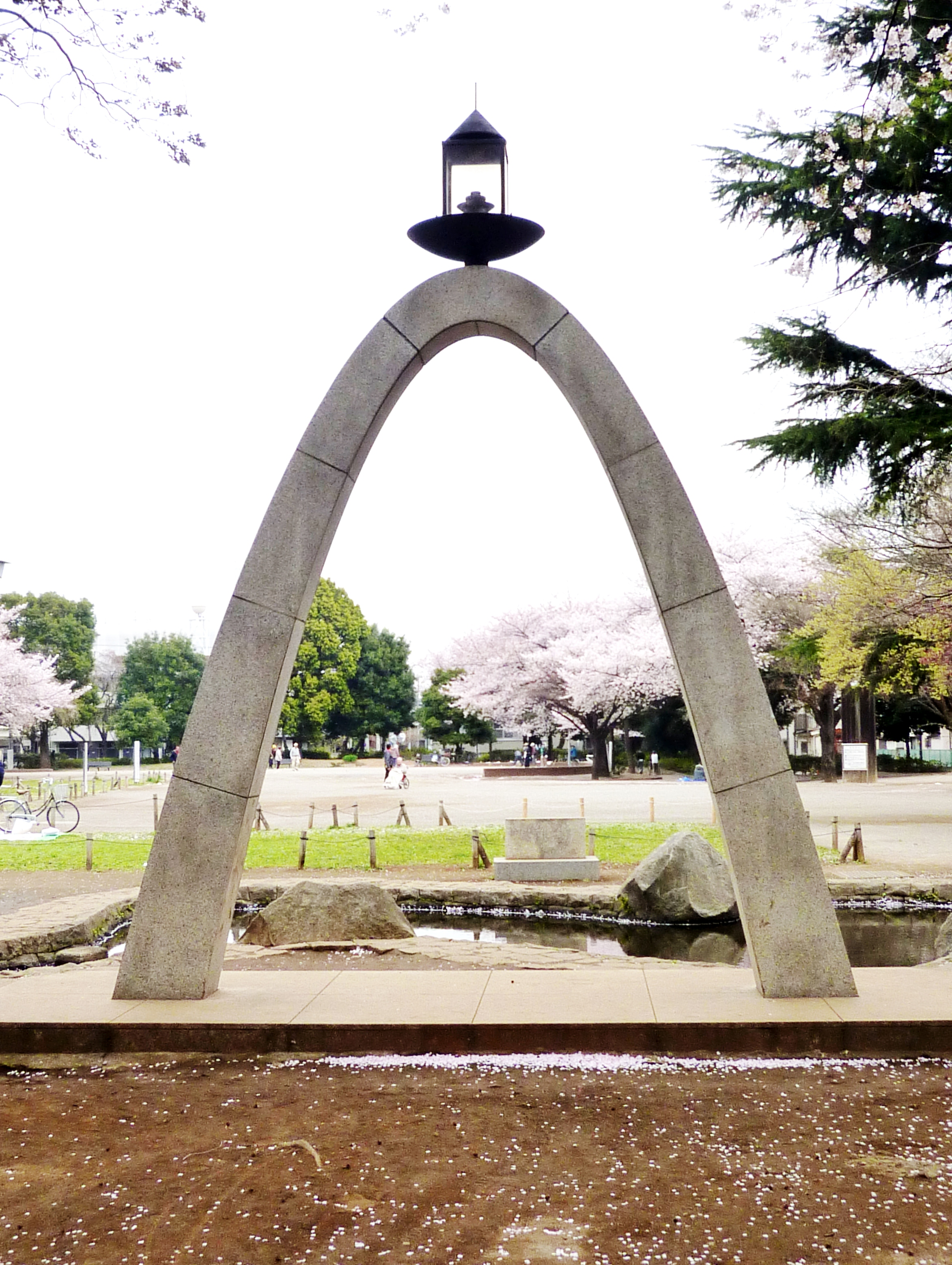
板橋區立平和公園
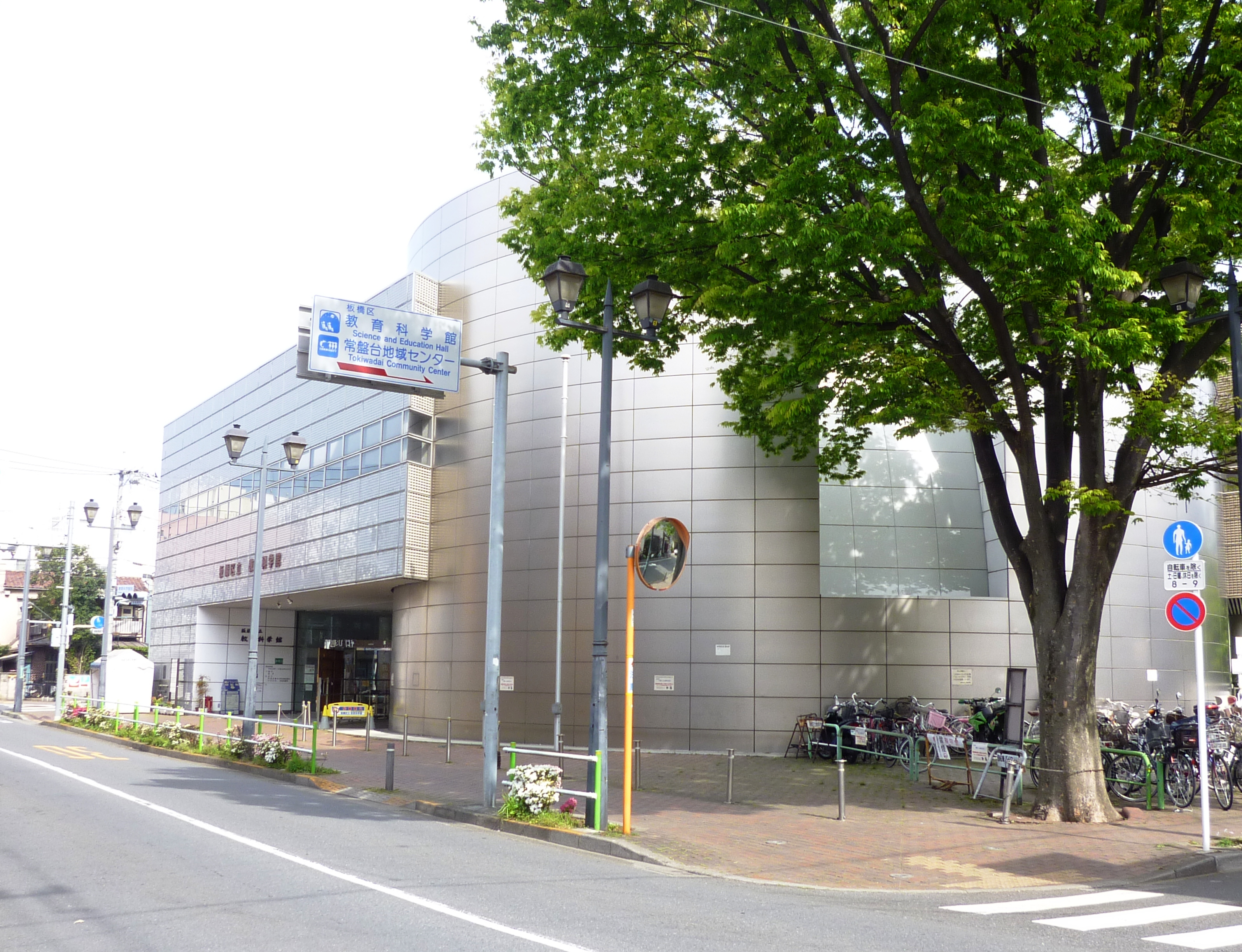
板橋區立教育科學館

### 地形
屬於武藏野台地成增台高地。除了一丁目東部向石神井川傾斜，其他地區大致平坦。

### 河川
- 石神井川（日语：石神井川）

### 地價
依據2014年（平成26年）1月1日的公告地價，常盤台2-24-5的住宅地價為49萬4000日圓/m2，是板橋區內最高價。

## 歷史
廢藩置縣實施前為武藏國豐島郡上板橋村字原（はら），字向屋敷（むかいやしき）等。

### 沿革
- 1871年（明治4年）：廢藩置縣，編入東京府。實施大區小區制（日语：大区小区制）。
- 1878年（明治11年）：依據郡區町村編制法（日语：郡区町村編制法）設置北豐島郡，為東京府北豐島郡上板橋村。
- 1914年（大正3年）：東上鐵道開通，未在此地設站。
- 1927年（昭和2年）左右：東武鐵道購入現在的常盤台一丁目、二丁目土地作為東武西板線車輛基地建設用地。
- 1929年（昭和4年）：開設前野飛行場。
- 1932年（昭和7年）10月1日：東京府內市郡合併，板橋區成立，為東京府東京市板橋區（舊）上板橋町二、四、五、六丁目（1943年8月1日 京都制施行）。東武鐵道撤回西板線建設計畫。
- 1930年代：板橋乘合自動車（戰後統合為國際興業巴士（日语：国際興業バス））運行練馬橫丁（現在大和町巴士站附近）－豐島園間的路線巴士。設置前野飛行場巴士站。
- 1935年（昭和10年）10月20日：東武東上線武藏常盤站開業。
- 1936年（昭和11年）：東武鉄道開始出售常盤台住宅地。
- 1937年（昭和12年）：設置常盤台公園。
- 1938年（昭和13年）：常盤台住宅地土地區劃整理事業結束。為東京府東京市板橋區常盤台一丁目與二丁目。
- 1944年（昭和19年）12月與1945年（昭和20年）4月13日、6月10日：美軍B29轟炸機空襲。
- 1950年（昭和25年）：（舊）上板橋町四〜六丁目部分區域編入常盤台，為東京都板橋區常盤台三丁目[7]
- 1951年（昭和26年）：板橋區立常盤台小學校開校。武藏常盤站改稱常盤台站。
- 1953年（昭和28年）：設置水久保公園。
- 1956年（昭和31年）4月1日：常盤台一丁目部分區域編入富士見町。
- 1960年（昭和35年）：東武STORE（日语：東武ストア）常盤台店在常盤台站前（常盤台二丁目）に開店[7]。
- 1961年（昭和36年）5月1日：確立現在的東京都板橋區常盤台一丁目〜四丁目。
- 1964年（昭和39年）：東京都道318號環狀七號線（環七通）開通。
- 1970年（昭和45年）：開設板橋區立中央圖書館。
- 1971年（昭和46年）：伊藤洋華堂上板橋店在常盤台四丁目開店[7]。
- 1986年（昭和61年）：東京教育大學宿舍舊址改建為板橋區立平和公園。
- 1988年（昭和63年）：開設教育科學館。
- 2003年（平成15年）：以舊三井銀行常盤台支店舊址改建高層公寓計畫為契機，住民組織「常盤台社區營造委員會」（ときわ台街づくり委員会）成立。
- 2007年（平成19年）：東京都公告「常盤台景觀方針」（ときわ台景観ガイドライン）。

### 地名由來
源自上板橋村鎮守，天祖神社（南常盤台二丁目）的常盤（常綠）杉。也有一說是來自天祖神社的祝詞。
- 「常盤台」的町名由常盤台土地區劃整理組合（1933年設立）命名。區劃整理事業結束後成為行政町名。

## 交通

### 鐵道
- 東武鐵道
  - 東武東上線：常盤台站、上板橋站（北口圓環為常盤台四丁目）－皆僅停靠各站停車。
    - 上行：池袋方向
    - 下行：成增、川越市、寄居方向

### 巴士
- 國際興業巴士（日语：国際興業バス）
  - 常盤台站（ときわ台駅）
    - 赤53：往赤羽站西口
    - 王54：往上板橋站、往王子站
    - 浮舟02：往浮間舟渡站

  - 常盤台教會
    - 赤53：往赤羽站西口
    - 王54：往上板橋站、往王子站
    - 浮舟02：往浮間舟渡站

  - 中央通（中央通り）
    - 赤53：往赤羽站西口
    - 王54：往上板橋站、往王子站
    - 浮舟02：往浮間舟渡站

  - 教育科學館
    - 王54：往上板橋站、往王子站
    - 浮舟02：往浮間舟渡站

  - 上板橋站
    - 王54：往王子站

  - 上板橋站前（下車專用）
    - 王子站方向往練馬北町車庫的入庫班次以「王54-2系統」運轉，進入上板橋站圓環，為終點站。

  - 常盤台四丁目
    - 浮舟02：往浮間舟渡站、往常盤台站

  - 常盤台三丁目
    - 浮舟02：往浮間舟渡站
    - 赤53：往常盤台站、往赤羽站西口

  - 前野町
    - 浮舟02：往浮間舟渡站
    - 赤53：往常盤台站

  - 常盤台郵便局
    - 浮舟02：往浮間舟渡
    - 赤53：往常盤台站
    - 王54：往上板橋站、往王子站

  - 常盤台一丁目
    - 浮舟02：往浮間舟渡站
    - 赤53：往常盤台站
    - 王54：往上板橋站、往王子站
    - 赤53系統是從赤羽站方向往常盤台三丁目→常盤台郵便局→常盤台站→中央通→常盤台三丁目循環返回赤羽站。浮舟02系統是浮間舟渡站方向往常盤台四丁目→常盤台郵便局→常盤台站→教育科學館→常盤台四丁目循環返回浮間舟渡站。赤53系統（赤羽營業所（日语：国際興業バス赤羽営業所））終點為常盤台站，浮舟02系統（志村營業所（日语：国際興業バス志村営業所））為常盤台四丁目發車後，目的地顯示為「往浮間舟渡站」。

  - 富士見台小學校（舊稱公園入口）
    - 王54：往上板橋站、往王子站
- 國際興業巴士（日语：国際興業バス）、關東巴士（共同運行）
  - 中板橋站入口
    - 赤31：往赤羽站東口、往高圓寺站北口
- 都營巴士
  - 中板橋站入口
    - 王78：往王子站、行經高圓寺陸橋往新宿站西口
    - 赤31系統、王78系統的南常盤台巴士站等請參照南常盤台。

### 道路
- 東京都道318號環狀七號線（環七通）
- 東京都道445號常盤台赤羽線（日语：東京都道445号常盤台赤羽線）（前野中央通）
- 富士見街道

## 設施
一丁目
- 板橋區立中央圖書館
- 板橋區立常盤台小學校
- 帝都幼稚園
- 板橋常盤台郵便局
- 常盤台公園
- 三井住友銀行常盤台支店
- 富士大石寺顯正會東京會館

二丁目
- 朔望會常盤台外科病院
- 里索那銀行常盤台支店
- 常盤台浸信會（パブテスト教会）附屬惠（めぐみ）幼稚園
- 東武STORE（日语：東武ストア）常盤台店

三丁目
- 板橋常盤台三郵便局
- 水久保公園
- 板橋區常盤台區民事務所、常盤台地域中心

四丁目
- 板橋區立平和公園
- 板橋區立教育科學館
- 伊藤洋華堂上板橋店
  - 超市還可利用鄰接的南常盤台一丁目的吉屋（よしや）常盤台店、前野町六丁目的東武STORE前野町店、前野町二丁目的三德常盤台店。

## 備註
1. ↑  .   [2014-10-04]. （原始内容存档于2014-09-14）.
2. ↑  『角川日本地名大辞典 13 東京都』，角川書店，1991年再版，P795
3. 1 2  『いたばしの地名』板橋区教育委員会，1995年，P189-190
4. ↑  越澤明『東京の都市計画』 岩波新書，1991年
5. ↑  板橋区教育委員会生涯学習課文化財係編『常盤台住宅物語』，1999年
6. ↑  .   [2014-10-04]. （原始内容存档于2014-10-06）.
7. 1 2 3  常盤台三丁目町会編「常盤台三丁目町会創立四十周年記念誌 わがまち常三」，2000年

## 外部連結
- 板橋區官方網站 （页面存档备份，存于）
- 常盤台散步（東武東上線的田園調布） （页面存档备份，存于） - 東京紅團內
- 常盤台社區營造